# Гендерное несоответствие
Гендерное несоответствие (англ. gender incongruence) — термин, используемый в новой редакции Международной классификации болезней МКБ-11, опубликованной в июне 2018 года. Согласно данной редакции, весь блок F64 «Расстройства половой идентификации» из МКБ-10 (включавший транссексуализм, трансвестизм двойной роли и другие формы гендерной дисфории) исключён из перечня психических и поведенческих расстройств. Вместо них, в МКБ-11 был введён термин «Гендерное несоответствие», который классифицирован в разделе «Состояния, связанные с сексуальным здоровьем» и разделён на 3 подраздела:
- гендерное несоответствие в подростковом и зрелом возрасте (HA60)[3];
- гендерное несоответствие в детском возрасте (HA61)[4];
- другие виды гендерного несоответствия (HA6Z)[5].

Было получено достаточно научных доказательств, показывающих, что состояния, относящиеся к трансгендерности и гендерной вариантивности, не являются проблемами психического здоровья. Классификация этих состояний в качестве психических расстройств приводит к чрезмерной стигматизации.
Гендерное несоответствие в подростковом и зрелом возрасте (HA60) характеризуется выраженным и стойким несовпадением гендера и приписанного при рождении пола лицами, имеющими по крайней мере два из нижеследующих признаков: 1) сильное неприятие или дискомфорт первичных или вторичных половых признаков; 2) сильное желание избавиться от некоторых или всех своих первичных и/или вторичных половых признаков из-за их несоответствия с гендером; 3) сильное желание иметь первичные и/или вторичные половые признаки ощущаемого гендера. Человек испытывает сильное желание жить и быть принятым как человек ощущаемого гендера. Ощущение гендерного несовпадения должно присутствовать непрерывно по крайней мере в течение нескольких месяцев. Диагноз не может быть поставлен до наступления полового созревания. Исключение составляют парафилические расстройства. Гендерно-вариативное поведение само по себе не является основанием для постановки диагноза.